# Никитин, Михаил Михайлович
Михаи́л Миха́йлович Ники́тин (26 мая 1964, Иркутск — 31 мая 2009, там же) — полузащитник, судья; мастер спорта СССР (1984) по хоккею с мячом.

## Биография
Рост 180 см, вес 78 кг. Воспитанник иркутской хоккейной школы («Локомотив»), первый тренер — В. П. Подрябинников.
Клубы: «Юность» (Шелехов) — 1981—1984, «Локомотив», «Сибскана» (Иркутск) — 1985—1997; «Юность» (Омск) — июль–декабрь 1997, «Энергия» (Свирск) – январь–март 1998, «Забайкалец-Энергия» (Чита) – 1999/2000.
В высшей лиге чемпионатов страны 273 матча, 78 мячей («Локомотив», «Сибскана» — 271, 77; «Юность» — 2, 1). В розыгрышах Кубка страны 79 матчей, 22 мяча («Локомотив», «Сибскана» — 74, 21; «Юность» (Омск) — 5, 1). Бронзовый призёр чемпионата России (1995). Победитель (1990) и серебряный призёр (1985) первенств РСФСР. Чемпион СССР среди юношей (1979) и юниоров (1981). Обладатель Кубка лесников (Швеция, 1995). Участник VIII Международного турнира на приз газеты «Советская Россия» (Иркутск, 1986) в составе сборной РСФСР.
Хорошо владел техникой, обладал отличным видением поля, хорошим пасом. Многолетний капитан иркутской команды мастеров . Родной брат В. М. Никитина.
Судья республиканской категории, в высшей лиге в качестве арбитра провёл 85 матчей (2000—2008).
Скончался 31 мая 2009 года в Иркутске от инсульта. Похоронен в Иркутске на Смоленском кладбище.

## Статистика выступлений в высшей лиге чемпионатов страны
| Сезон | Клуб                  | Игры | Мячи |
| ----- | --------------------- | ---- | ---- |
| 1986  | «Локомотив» (Иркутск) | 25   | 4    |
| 1987  | «Локомотив» (Иркутск) | 26   | 3    |
| 1988  | «Локомотив» (Иркутск) | 25   | 9    |
| 1989  | «Локомотив» (Иркутск) | 28   | 6    |
| 1991  | «Локомотив» (Иркутск) | 26   | 7    |
| 1992  | «Локомотив» (Иркутск) | 28   | 16   |
| 1993  | «Сибскана» (Иркутск)  | 21   | 4    |
| 1994  | «Сибскана» (Иркутск)  | 27   | 18   |
| 1995  | «Сибскана» (Иркутск)  | 23   | 2    |
| 1996  | «Сибскана» (Иркутск)  | 26   | 8    |
| 1997  | «Сибскана» (Иркутск)  | 16   | -    |
| 1998  | «Юность» (Омск)       | 2    | 1    |
|       | Всего                 | 273  | 78   |

## Статистика выступлений в розыгрышах Кубка страны
| Сезон | Клуб                  | Игры | Мячи |
| ----- | --------------------- | ---- | ---- |
| 1985  | «Локомотив» (Иркутск) | 7    | 1    |
| 1986  | «Локомотив» (Иркутск) | 6    | 1    |
| 1987  | «Локомотив» (Иркутск) | 7    | -    |
| 1988  | «Локомотив» (Иркутск) | 10   | 3    |
| 1989  | «Локомотив» (Иркутск) | 10   | 7    |
| 1991  | «Локомотив» (Иркутск) | 7    | -    |
| 1992  | «Локомотив» (Иркутск) | 7    | 2    |
| 1993  | «Сибскана» (Иркутск)  | 5    | 3    |
| 1994  | «Сибскана» (Иркутск)  | 5    | 3    |
| 1996  | «Сибскана» (Иркутск)  | 5    | 1    |
| 1997  | «Сибскана» (Иркутск)  | 5    | -    |
| 1998  | «Юность» (Омск)       | 5    | 1    |
|       | Всего                 | 79   | 22   |